# Thomas Adès

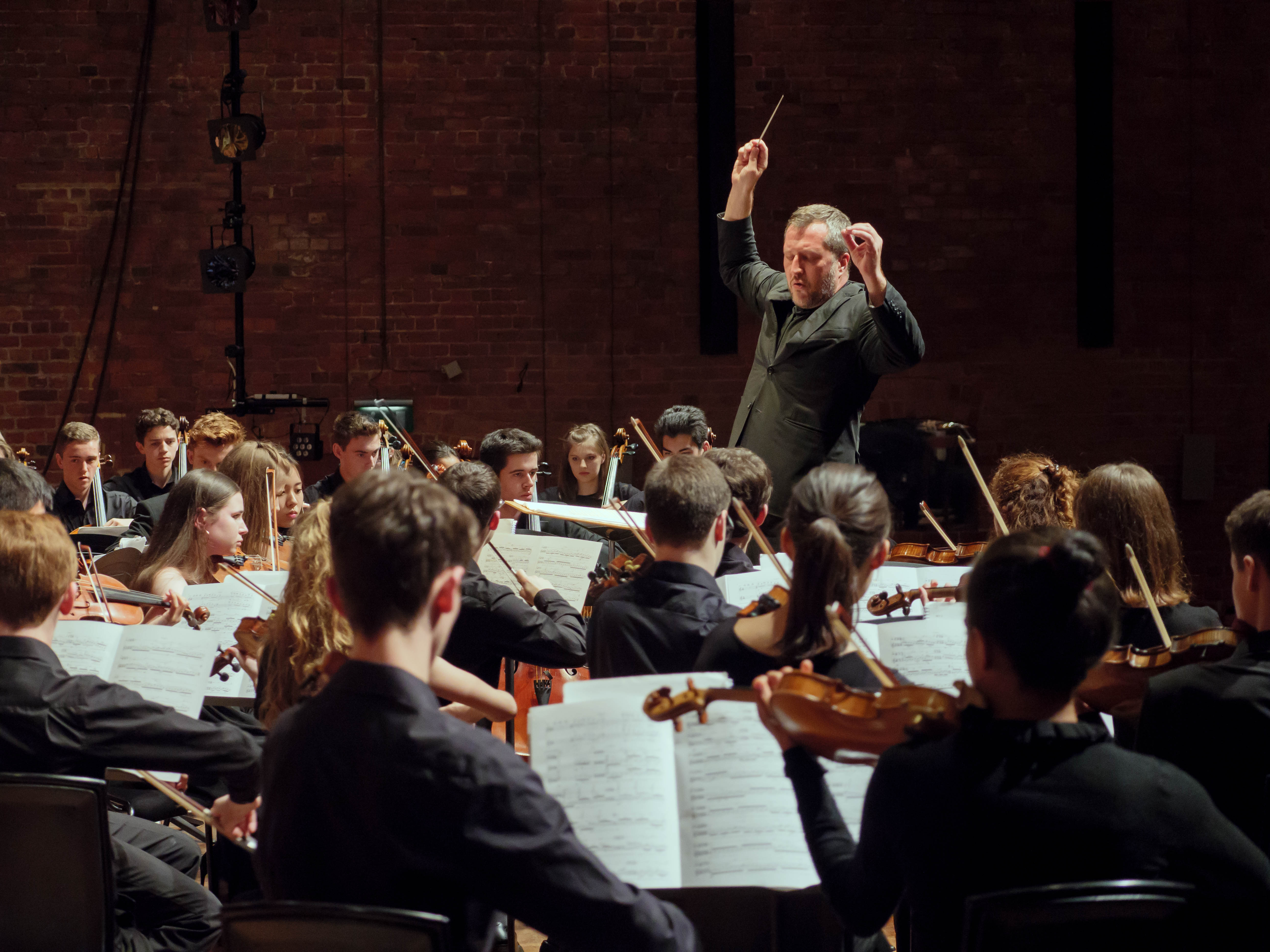
Thomas Adès dirigeert in de Snape Maltings Concert Hall, 2017.

Thomas Adès (Londen, 1 maart 1971) is een Brits componist.
Hij studeerde piano en compositie aan de Guildhall School of Music and Drama en aan King's College en verkreeg faam toen zijn kamersymfonie (1990) door de BBC Philharmonic in samenwerking met het Ensemble Modern uitgevoerd werd. Sindsdien wordt hij als een van de toonaangevende componisten van de jongere generatie beschouwd.
Zijn eerste opera, Powder Her Face (opus 14), schreef hij op verzoek van de Almeida Opera (libretto van Philip Henscher). Het werk ging in 1995 in première op het Cheltenham Festival en werd nadien ook opgevoerd in onder meer Londen, Duitsland, Berkeley, Aspen Festival, Brisbane en New York; in 2015 volgde de première in België (Brussel) in een regie van Mariusz Trelińsky.
Hij is een Honorary Fellow van het St John's College, een college van de Universiteit van Cambridge.

## Werken
- The lover in winter (1989, liederencyclus voor countertenor en piano)
- Five Eliot Landscapes, op. 1 (1990, liederencyclus voor sopraan en piano)
- Kamersymfonie, op. 2 (1990)
- Oh thou, who didst with pitfall and with gin, op. 3a (1990, anthem voor mannenkoor)
- Gefriolsae me, op. 3b (1990, anthem voor mannenkoor en indien gewenst orgel)
- Catch, op. 4 (1991, klarinet, piano, viool, cello)
- Fool's Rhymes, op. 5 (1992, SATB-koor en vier musici)
  - Compositie voor gemengd koor en ensemble bestaande uit harp, geprepareerde piano, orgel en percussie. Deel 1 bevat teksten uit de preek Reason and Faith van John Donne  gepubliceerd in 1641. Deel 2 bevat een tekst uit The Faber Book of Nonsense Verse. Het werk kreeg vermoedelijk slechts twee uitvoeringen: de premiêre op 16 juli 1992 door opdrachtgever New Cambridge Singers en de plaatopname in februari 2003 met het koor Polyphony met ensemble voor EMI Music 557610.[1]
- Under Hamelin Hill, op. 6 (1992, orgel, 1-3 bespelers)
- Darknesse Visible (1992, piano)
- Still Sorrowing, op. 7 (1992, piano)
- Life story, op. 8 (1994, oratorium voor sopraan, 2 basklarinetten, contrabas)
- Life story, op. 8a (arrangement voor sopraan en piano)
- Living toys, op. 9 (1993, kamerensemble)
- ... but all shall be well, op. 10 (1993, symfonisch orkest)
- Sonata da Caccia, op. 11 (barokhobo, hoorn, klavecimbel)
- Arcadiana, op. 12 (1994, strijkkwartet)
- The origin of the harp, op. 13 (1994, kamerensemble)
- Powder Her Face, op. 14 (1995, kameropera)
- Cardiac Arrest (1995, bewerking van nummer van Madness)
- Traced Overhead, op. 15 (1996, piano)
- These Premises are Alarmed, op. 16 (1996, symfonisch orkest)
- Asyla, op. 17 (1997, symfonisch orkest)
- Concerto conciso, op. 18 (1997, piano en kamerensemble)
- The Fayrfax Carol (1997, SATB-koor en opt. orgel)
  - compositie voor het gemengd koor (SATB) van King's College, Cambridge; toonzetting van een anonieme tekst uit de 15e eeuw naar een kerstlied; première 24 december 1997 door genoemd koor; in februari 2003 opgenomen door het koor Polyphony onder leiding van Stephen Layton; het wordt eens in de paar jaar uitgevoerd met een piek rond 2007.[2]
- January Writ (1999, SATB en orgel)
  - January writ is een toonzetting van de Engelse tekst van Ecclesiastes 6.0; het was een millenniumopdracht van het Temple Choir Choir, die het zong op 21 januari 2000; daarna volgde nog enkele uitvoeringen waarvan die in februari 2003 door Polyphony onder leiding van Stephen Layton leidde tot een opname voor EMI Music 557610.[3].
- America: A prophecy, op. 19 (1999, orkest, koor en mezzo-sopraan)
- Piano Quintet, op. 20 (2000)
- Brahms. op. 21 (2001, orkest en bariton)
- The Tempest, op. 22 (2004, opera)
- Scenes from The Tempest, op. 22a (zangers en orkest)
- Court Studies from The Tempest (klarinet, viool, cello, piano)
- Concentric Paths, op. 24 (2005, vioolconcert)
- Three Studies from Couperin (2006, kamerorkest)
- Tevot (2007, orkest)
- In Seven Days (2008, pianoconcert met bewegend beeld)
- Totentanz (2013)
- The Exterminating Angel (2017, opera)
- Pianoconcert (2018, concerto
- Dante (2019, ballet in drie delen voor orkest met vooraf opgenomen stemmen en vrouwenkoor)

- Bibsys: 1030614
- Biblioteca Nacional de España: XX5042774
- Bibliothèque nationale de France: cb14850443h (data)
- Catàleg d'autoritats de noms i títols de Catalunya: 981058519751306706
- CiNii: DA11455057
- Gemeinsame Normdatei: 129843970
- International Standard Name Identifier: 0000 0001 2142 0539
- Library of Congress Control Number: no96016652
- Nationale Bibliotheek van Letland: 000105990
- MusicBrainz: 7f557db7-8e75-434a-b96f-41b7873ce044
- Bibliotheek van het Japanse parlement: 01024589
- Nationale Bibliotheek van Tsjechië: xx0001038
- Nationale bibliotheek van Australië: 49788636
- Nationale Bibliotheek van Israël: 987007327650205171
- Nederlandse Thesaurus van Auteursnamen: 188307451
- LIBRIS: 243475
- Système universitaire de documentation: 081441355
- Trove: 1304557
- Virtual International Authority File: 85313314
- WorldCat: E39PBJxWMxt3jpFRHXMbDhmTpP